# Музеї закладів вищої освіти України
Музеї закладів вищої освіти — навчальні, науково-дослідні і культурно-освітні структурні підрозділи закладів вищої освіти. Музеї, які зберігають об'єкти, що становлять національне надбання, знаходяться у відомстві Міністерства освіти і науки, інші мають відомчий статус і не є юридичними особами. Точна кількість музеїв та колекцій при закладах вищої освіти в Україні невідома.

## Історія
Перші відомості про колекцію, яка використовувалася для навчальних та дослідницьких потреб, у навчальних закладах вищого типу на території сучасної України відносяться до зламу XVIII–XIX століть. У 1803–1804 роках ректор Києво-Могилянської академії Іреней Фальковський, викладач алгебри та геометрії, створив в академії природничий кабінет, до якого передав привезеним ним з-за кордону прилади: астролябію, телескоп, барометри, схеми Коперніка тощо .
Періодом розквіту музеїв і збірок вищої вважають ХІХ століття. Цьому сприяли нормативно-правові документи як Російської так і Австрійської імперії, що зобов'язували створення таких допоміжних підрозділів як необхідного знаряддя для забезпечення потреб студентів і викладачів.
Університетські Статути ХІХ століття (1804, 1835, 1863), які поширювали свою дію на підросійську Україну, обумовили створення музеїв у Харківському, Київському та Новоросійському університетах, оскільки забезпечували юридичний і фінансовий аспекти їхньої діяльності.
У Харківському університеті упродовж 1805–1807 років було створено природничий (згодом розділений на зоологічний і мінералогічний), технологічний і астрономічний кабінети, а також кабінет природничої історії. Математичний та ботанічний кабінети започатковано у 20-ті роки ХІХ століття. В середині 1880-х років в університеті налічувалося близько 20 музеїв і навчальних кабінетів.
У 1872 році започатковано церковно-археологічний музей при Київській духовній академії. Згідно статуту, він започатковувався з метою успішного викладання і наукової розробки церковної археології та збереження для науки церковних старожитностей. Музей був першою в Україні і єдиною в Російській імперії інституцією такого роду.
На зламі ХІХ–ХХ століть почали формуватися меморіальні музеї, здебільшого при профільних вищих навчальних закладах. У 1899 році в Миколаївській академії генерального штабу почав діяти музей, присвячений полководцю Олександру Суворову. У 1909 році з нагоди святкування 100-річчя з дня народження автора «Ревізора» і «Мертвих душ» група професорів Ніжинського історико-філологічного інституту організували музей Миколи Гоголя на
базі збірки пам’ятних речей літератора, яку почали формувати у стінах навчального закладу, де навчався письменник, ще з середини ХІХ століття.
Першим у своєму роді був педагогічний музей Глухівського педагогічного інституту, який почав діяти в 1909 року.
У 1852–1853 роках було засновано палеонтологічний і мінералогічний музей Львівського університету, хоча відповідні колекції почали нагромаджувати ще в 20-х роках ХІХ століття, наприкінці ХІХ століття почав діяти археологічний кабінет. Схожа історія й зі збірками Чернівецького університету, після створення якого в 1875 році для забезпечення навчально-дослідницької діяльності було організовано ботанічний, зоологічний, мінералогічний та фізичний кабінети.
«Золотий вік» музеїв вищих навчальних закладів, який був перерваний у 1914 році. 
Упродовж радянського періоду історії музеї перетворилися на майданчики ідеологічної пропаганди, навчальну місію продовжували виконувати лише музеї природничого профілю.
У 1980-х — на початку 1990-х розпочалося переоформлення і перепрофілювання уже діючих музейних установ, а також створеннях нових з розвитком мережі ВНЗ. Нові виставки почали базуватися на матеріалах, які висвітлювали маловідомі сторінки історії, які раніше часто були забороненими.
«Положення про музей при закладі системи Міністерства освіти України» 1997 року закріпило громадський статус музеїв вищих навчальних закладів та урівняло завдання шкільних музеїв та музеїв ВНЗ.
Заснування університетського музею відбувається, як правило, за наказом ректора або рішенням Вченої ради профільного факультету. Діяльність університетських музеїв ніяк не регламентується ані законодавчою базою, ані Міністерством культури, ані Міністерством освіти й науки України і фактично повністю залежить від волі і можливостей керівництва університету.

## Музеї ВНЗ України

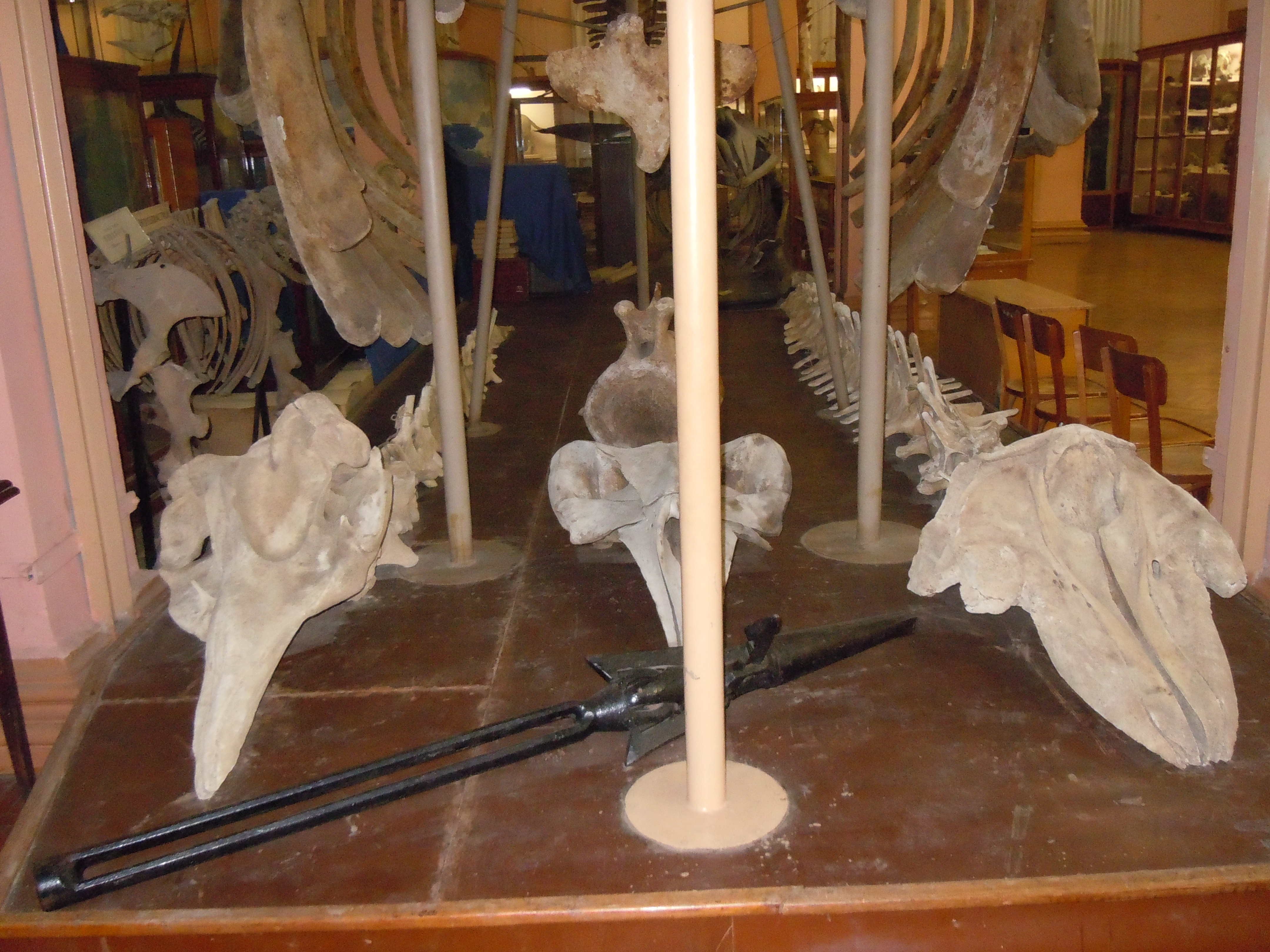
Скелети у Зоологічному музеї Одеського університету

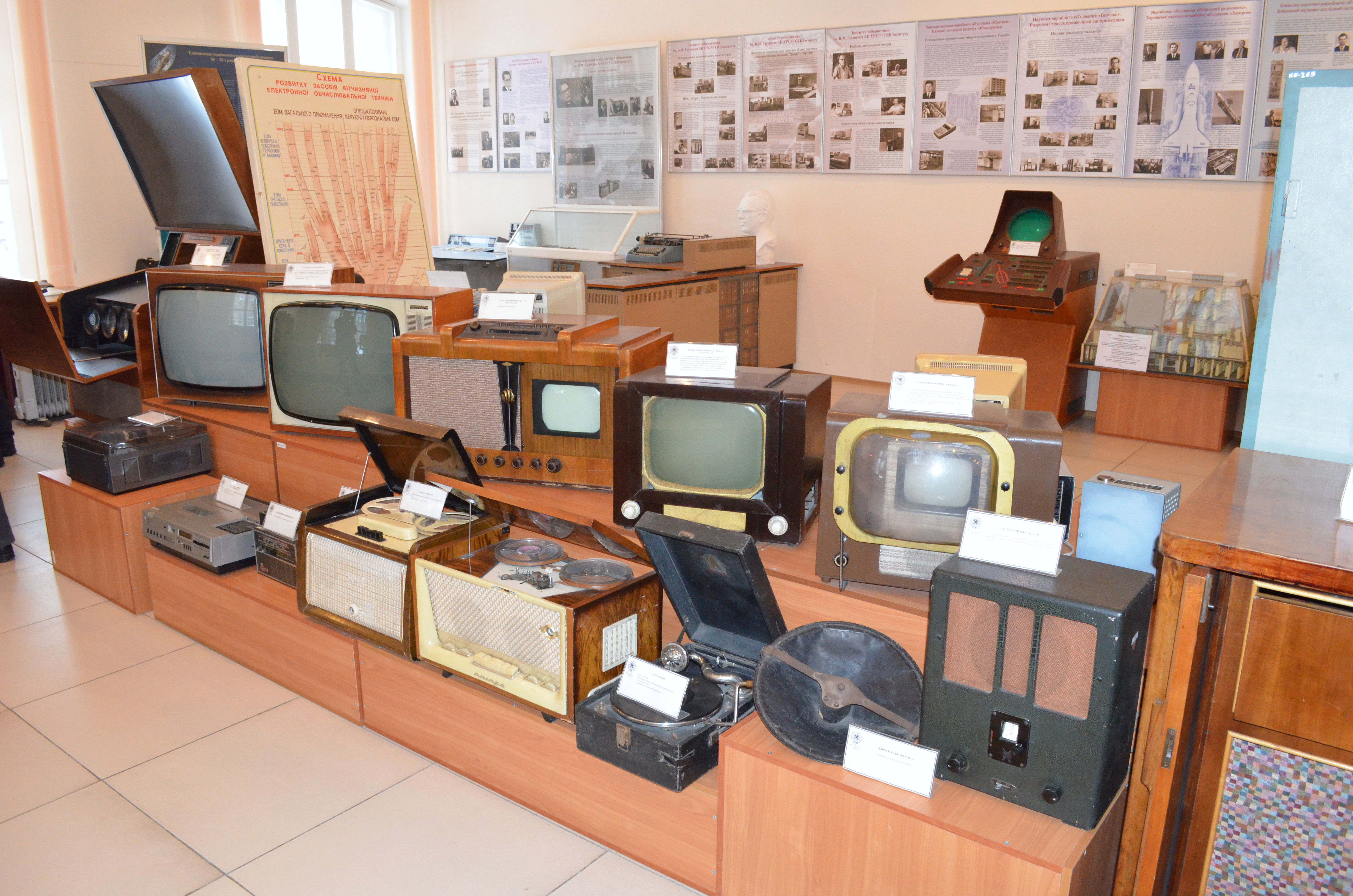
Історія телекомунікацій в Музеї КПІ

- Державний політехнічний музей при НТУУ КПІ
- Зоологічний музей Одеського університету
- Зоологічний музей Луганського університету
- Київський національний університет імені Тараса Шевченка: Зоологічний музей, Лінгвістичний музей
- Львівський національний аграрний університет: музей Степана Бандери, Євгена Храпливого та Музей історії Львівського державного аграрного університету
- Львівський національний університет імені Івана Франка: Зоологічний музей, Мінералогічний музей, Музей історії, Археологічний музей
- Музей археології Волинського національного університету імені Лесі Українки
- Музей етнографії Волині та Полісся при Волинському національному університеті імені Лесі Українки
- Музей історії Донецького національного технічного університету
- Музей Національного університету «Києво-Могилянська академія»
- Музей Дніпровської політехніки
- Музей рідкісної книги Наукової бібліотеки Одеського національного університету імені І. І. Мечникова
- Музей природи Харківський національний університет ім. В. Н. Каразіна
- Тернопільський національний медичний університет імені І. Я. Горбачевського: Музей історії ТДМУ, Музей анатомії, Музей Леоніда Якимовича Ковальчука, Музей-садиба Івана Горбачевського
- Зоологічний музей Дніпровського національного університету ім. О. Гончара
- Музей історії Дніпровського національного університету ім. О. Гончара
- Музей історії Українського державного хіміко-технологічного університету (Дніпро)
- Музей історії Національної металургійної академії України (Дніпро)
- Музей історії Дніпровського державного аграрно-економічного університету
- Музей історії Дніпровського національного університету залізничного транспорту
- Анатомічний музей при Дніпропетровській медичній академії
- Музей історії Острозької академії
- Вищого державного навчального закладу України "Буковинський державний медичний університет: Історико-медичний музей[6], Анатомічний музей, Музей патології людини[7]
- Народний музей історії Глухівського національного педагогічного університету імені Олександра Довженка

### Археологічні музеї
- Музей археології Харківського національного університету ім. В. Н. Каразіна
- Археологічний музей Київського національного університету імені Тараса Шевченка
- Археологічний музей Львівського національного університету імені Івана Франка
- Археологічний музей Донецького національного університету імені Василя Стуса
- Археолого-етнографічний музей Луганського національного педагогічного університету імені Тараса Шевченка
- Кабінет археології Дніпровського національного університету імені Івана Гончара
- Музей археології Східноєвропейського національного університету імені Лесі Українки
- Музей археології Прикарпаття Прикарпатського національного університету імені Василя Стефаника
- Археолого-краєзнавчий музей «Джерела» Тернопільського національного педагогічного університету імені Володимира Гнатюка
- Археологічний музей-кабінет Черкаського національного університету імені Богдана Хмельницького
- Археологічний музей Східноукраїнського національного університету імені Володимира Даля
- Археологічний музей УжНУ імені професора Едуарда Балагурі
- Музей археології та етнографії історичного факультету Миколаївського національного університету ім. В. О. Сухомлинського
- Археологічний музей імені Нінель Бокій Центральноукраїнського державного педагогічного університету імені Володимира Винниченка
- Археологічний музей Житомирського державного університету імені Івана Франка